# Renato Capecchi
Renato Capecchi (El Cairo, 6 de noviembre de 1923 – Milán, 30 de junio de 1998) fue un bajo-barítono italiano.

## Biografía
Hermano menor del actor y actor de doblaje Giorgio Capecchi, estudió violín, y luego de la Segunda Guerra, canto lírico en Milán con Ubaldo Carozzi. A finales de la década de 1940 ganó un concurso vocal patrocinado por una estación de radio italiana, y en 1949 hizo su debut profesional como Amonasro en Aida en el Teatro Municipal de Reggio Emilia.
Al año siguiente actuó en el Maggio Musicale Fiorentino en 'Elisir d'amore en el rol de Belcore e inició una actividad regular en el festival de Aix en Provence, protagonizando Don Giovanni y en los roles de Guglielmo en Così fan tutte, Fígaro en El barbero de Sevilla, y Don Magnífico en La Cenerentola. 
Su debut en La Scala tuvo lugar en 1951 en ocasión del estreno mundial de L'allegra brigata de Gian Francesco Malipiero. Participó además en los estrenos mundiales de La donna è mobile de Riccardo Malipiero, Lord Inferno de Giorgio Federico Ghedini, Billy Bud de Sylvano Bussotti los estrenos italianos de Guerra y paz de Prokófiev y La nariz) de Shostakovich. 
Durante ese mismo 1951 desembarcó en el Metropolitan de Nueva York con el Germont de La traviata, y cantó roles protagónicos hasta 1954. Asimismo cantó regularmente en el Covent Garden entre 1962 y 1973. 
Luego de haber desenvuelto gran parte de su carrera en teatros europeos, Capecchi retornó al Metropolitan en 1975, especializándose en roles más pequeños que añaden toques de humor a las obras trágica, (como el Sagrestano de Tosca), o Benoit y Alcindoro en La Boheme. En estas pequeñas caracterizaciones Capecchi tuvo un éxito singular para papeles tan pequeños. 
Fuera de su voz tonante y vagamente aterciopelada, Capecchi era además un actor notable. Por ello tuvo exitosas performances en los clásicos roles baritonales (El barbero de Sevilla', Rigoletto, Otello, La traviata, Gianni Schicchi, La bohème), pero sus notables dotes escénicas brillaron en roles de bajo buffo en operas del Setecientos y del Ochocientos , como Il filosofo di campagna, La serva padrona, Il maestro di cappella, Il barbiere di Siviglia (ahora como Don Bartolo), La Cenerentola (como Dandini), y Don Pasquale.
En los últimos años de su carrera desarrolló también una actividad como reggiseur, montando obras como La Boheme de Puccini en el Metropolitan Opera, Così fan tutte en Susa en 1975, la première americana de Don Giovanni Tenorio ossia Il convitato di pietra de Giuseppe Gazzaniga en Saratoga en California en 1977, La hija del regimiento en la New York City Opera en 1985,y El barbero de Sevilla en la Universidad de Colorado. También ha dirigido producciones en la Opera de San Francisco y en la prestigiosa Escuela Juilliard de Manhattan, donde enseñó durante muchos años.
Capecchi se despidió de las tablas en 1986, a los sesenta y tres años, con un recital de canciones italianas en el Carnegie Hall, obteniendo un espectacular triunfo.
Inmediatamente después se dedicó a la enseñanza del canto y a su pasión por la pintura.
Capecchi falleció en Milán a los 74 años, como consecuencia de una complicación de la enfermedad de Alzheimer.

## Análisis vocal
A pesar de que su voz no poseía la opulencia de los barítonos estrella de su época, Renato Capecchi tuvo un alto rendimiento vocal debido a la riqueza tímbrica de su instrumento y a sus excepcionales cualidades actorales aplicadas a la palabra cantada. Su sensibilidad en el uso de la lengua italiana, como su intelecto musical explorador, lo convirtieron en uno de los cantantes más valorados de su tiempo. Su interpretación grabada del Rigoletto de Verdi, vocalmente menos impactante que las de Leonard Warren o de Sherrill Milnes, se encuentra sin embargo entre las mejores, por su dominio de las sutilezas de la conducta y la verdad dramática. Del mismo modo, su Fígaro de Rossini, capturó el azogue y los lados pragmáticos del carácter boyante del barbero. El repertorio de Capecchi era enorme, abarcaba cientos de papeles. Con los años, cada vez se concentró más en las partes de bajo buffo, donde sus habilidades lo transformaron en un intérprete único.

## Discografía
- Giovanni Paisiello
  - El barbero de Sevilla (Bartolo), con Rolando Panerai, Graziella Sciutti, Nicola Monti, Mario Petri, dir. Renato Fasano - Ricordi 1959

- Wolfgang Amadeus Mozart
  - Don Giovanni (Giovanni), con Marcello Cortis, Carla Castellani, Suzanne Danco, Leopold Simoneau, dir. Hans Rosbaud - en vivo Aix en Provence 1950 ed. Golden Melodram/Walhall
  - Le nozze di Figaro - (Figaro), con Irmgard Seefried, Maria Stader, Dietrich Fischer-Dieskau, Herta Topper, dir. Ferenc Fricsay - DG 1960

- Gioachino Rossini
  - Il signor Bruschino, con Elda Ribetti, Carmelo Maugeri, Carlo Rossi, Ivo Vinco, dir. Ennio Gerelli - Vox 1952
  - La pietra del paragone (Macrobio), con Fiorenza Cossotto, Silvana Zanolli, Eugenia Ratti, Alvino MIsciano, Ivo Vinco, dir. Nino Sanzogno - en vivo La Scala 1959 ed. Cetra
  - Il barbiere di Siviglia (Figaro), con Gianna D'Angelo, Nicola Monti, Giorgio Tadeo, Carlo Cava, dir. Bruno Bartoletti - DG 1960
  - Il barbiere di Siviglia (Figaro), con Teresa Berganza, Luigi Alva, Fernando Corena, Ugo Trama, dir. Carlo Maria Giulini - en vivo Países Bajos 1962 ed. Gala
  - La Cenerentola (Dandini), con Teresa Berganza, Luigi Alva, Paolo Montarsolo, dir. Claudio Abbado - DG 1971
  - Il barbiere di Siviglia (Don Bartolo), con Sherrill Milnes, Beverly Sills, Nicolai Gedda, Ruggero Raimondi, dir. James Levine - HMV 1974

- Vincenzo Bellini
  - I puritani (Riccardo), con Joan Sutherland, Pierre Duval, Ezio Flagello, dir. Richard Bonynge - Decca 1963

- Gaetano Donizetti
  - Il campanello (Enrico), con Clara Scarangella, Sesto Bruscantini, Mitì Truccato Pace, dir. Alfredo Simonetto - Cetra/Urania 1949
  - L'elisir d'amore (Belcore), con Cesare Valletti, Alda Noni, Giuseppe Taddei, dir. Mario Rossi - film TV 1954 ed. GOP/BCS
  - L'elisir d'amore (Belcore), con Giuseppe Di Stefano, Hilde Gueden, Fernando Corena, dir. Francesco Molinari Pradelli - Decca 1955
  - Don Pasquale (Don Pasquale),  con Bruna Rizzoli, Petre Munteanu, Giuseppe Valdengo, dir. Francesco Molinari Pradelli - Philips 1955
  - Don Pasquale (Malatesta), con Fernando Corena, Gianna D'Angelo, Alfredo Kraus, dir. Alberto Erede - en vivo Edimburgo 1963 ed. GOP
  - L'elisir d'amore (Dulcamara), con Nicolai Gedda, Mirella Freni, Mario Sereni, dir. Francesco Molinari Pradelli - EMI 1966

- Giuseppe Verdi
  - I masnadieri (Francesco), con Adriana Guerrini, Sesto Bruscantini, Ralph Lambert, Angelo Mercuriali, dir. Alfredo Simonetto - en vivo Rai-Milano 1951 ed. EJS
  - Un giorno di regno (Cavalier Belfiore), con Lina Pagliughi, Laura Cozzi, Juan Oncina, Sesto Bruscantini, dir. Alfredo Simonetto - Cetra 1951
  - La traviata, con Licia Albanese, Giacinto Prandelli, dir. Fausto Cleva - dal vivo Met 1951 ed. Lyric Distribution
  - La forza del destino (Melitone), con Renata Tebaldi, Mario Del Monaco, Aldo Protti, Cesare Siepi, dir. Dimitri Mitropoulos - en vivo Firenze 1953 ed. Cetra/Archipel/House of Opera
  - La forza del destino (Melitone), con Maria Callas, Richard Tucker, Carlo Tagliabue, Nicola Rossi-Lemeni, dir. Tullio Serafin - EMI 1954
  - Otello, con Mario Del Monaco, Floriana Cavalli, dir. Tullio Serafin - dal vivo RAI-Milano 1954 ed. Myto
  - Otello, con Mario Del Monaco, Rosanna Carteri, dir. Tullio Serafin - film TV (regia di Franco Enriquez) 1958 ed. Hardy Classic (DVD)/Gala (solo audio)
  - Rigoletto, con Gianna D'Angelo, Richard Tucker, Ivan Sardi, Miriam Pirazzini, dir. Francesco Molinari Pradelli - Philips 1959

- Giacomo Puccini
  - La bohème, con Victoria de los Ángeles, Jan Peerce, Brenda Lewis, Cesare Siepi, dir. Alberto Erede - en vivo Met 1953 ed. Première Opera
  - Gianni Schicchi, con Bruna Rizzoli, Agostino Lazzari, Piero De Palma, dir. Francesco Molinari Pradelli - Philips 1956
  - La bohème, con Antonietta Stella, Gianni Poggi, Bruna Rizzoli, Giuseppe Modesti, dir. Francesco Molinari Pradelli - Philips 1957

- Ruggero Leoncavallo
  - Pagliacci (Silvio), con Mario Del Monaco, Delia Rigal, Paolo Silveri, dir. Alberto Erede - en vivo Met 1953 ed. Bongiovanni/Opera Lovers
  - Pagliacci (Silvio), con Mario Del Monaco, Gabriella Tucci, Cornell MacNeil, dir. Francesco Molinari Pradelli - Decca 1958

- Pietro Mascagni
  - Iris, con Magda Olivero, Luigi Ottolini, dir. Fulvio Vernizzi - en vivo Ámsterdam 1963 ed. GOP/Opera D'Oro

- Umberto Giordano
  - Madame Sans-Gêne, con Orianna Santunione, Franco Tagliavini, Mario Zanasi, dir. Gianandrea Gavazzeni - en vivo La Scala 1967 ed. Nuova Era

- Riccardo Zandonai
  - Giulietta e Romeo, con Anna Maria Rovere, Angelo Lo Forese, dir. Angelo Questa - en vivo RAI-Milano 1955 ed. EJS

- Francesco Cilea
  - Adriana Lecouvreur, con Renata Tebaldi, Nicola Filacuridi, Miriam Pirazzini, dir. Francesco Molinari Pradelli - en vivo Napoli 1958 ed. Lyric Distribution
  - Adriana Lecouvreur, con Magda Olivero, Ferrando Ferrari, dir. Fulvio Vernizzi - en vivo Ámsterdam 1965 ed. Première Opera

- Lorenzo Perosi
  - La passione di Cristo, con Giorgio Tadeo, Giuseppe Zecchillo, Alfredo Nobile, dir. Ennio Gerelli - Angelicum

- Italo Montemezzi
  - L'amore dei tre re, con Clara Petrella, Amedeo Berdini, Sesto Bruscantini, dir. Arturo Basile - Cetra 1950